# Flávia Monteiro
Flávia Soares Monteiro (Rio de Janeiro, 14 de julho de 1972) é uma atriz brasileira.

## Carreira
Nascida no Rio de Janeiro, iniciou sua carreira no cinema, em 1986, no filme A Menina do Lado, com direção de Alberto Salvá, após vencer mais de 400 candidatas que concorriam para o papel de Alice, que vive um relacionamento amoroso com Mauro, interpretado por Reginaldo Faria. A atuação rendeu um prêmio de atriz revelação no Festival de Gramado.
Ao longo dos anos, o filme causou controvérsia, já que Flávia tinha 14 anos e protagonizou cenas de nudez e sexo com Reginaldo Faria, que tinha 49 anos de idade na época. Em declarações feitas anos depois do filme, Flávia não chega a rejeitar esse trabalho, destacando o sucesso da produção:
| “                           | Não fui rechaçada pela sociedade, pelo contrário. O filme fez um sucesso absurdo. | ” |
| — Flávia Monteiro, em 2020, |                                                                                   |   |

De acordo com Flávia, apenas as mães da escola onde estudava - o Colégio Marista da Tijuca, uma instituição católica - a quiseram expulsá-la. Mas o padre responsável pela escola disse que não se interessava pelo que a aluna fazia fora da sala de aula.
Em 2023, Flávia falou sobre a personagem vivida em A Menina do Lado. A atriz afirma que Alice era "emancipada" e que o comportamento "não era de uma menina".
| “                           | Ela era emancipada, morava sozinha em Búzios e ele era um escritor. O filme trata desse relação. | ” |
| — Flávia Monteiro, em 2023, |                                                                                                  |   |

Depois de A Menina do Lado, Flávia atuou no delicado Sonhos de Menina Moça, de Tereza Trautman, filme que reuniu importantes atrizes do cinema nacional: Tônia Carrero, Marieta Severo e Louise Cardoso, entre outras. Participou também da fantasia O Gato de Botas Extraterrestre, de Wilson Rodrigues, e do juvenil Manobra Radical, de Elisa Tolomelli.
Em 1988, estreou no teatro com o musical infantil Desenhos Animados. Nos palcos, interpretou textos de autores consagrados que vão de Shakespeare a Nelson Rodrigues. Ainda no teatro trabalhou com Irene Ravache em A Presença de Guedes, de Miguel Paiva.
Seus primeiros trabalhos em televisão foram Vale-Tudo, de Gilberto Braga, Salomé e alguns episódios do Você Decide na Rede Globo, além de Pantanal na Rede Manchete, depois de dois anos dedicado ao teatro foi para o SBT em 1994, para fazer a novela Éramos Seis. Depois vieram o humorístico Brava Gente e a novela Sangue do Meu Sangue.
Seu maior sucesso ocorreu entre 1997 a  2001 no papel de Carolina, a responsável pelas meninas do orfanato, da novela infantil Chiquititas, uma parceria da Rede de Televisão Argentina Telefé com o SBT. A novela exigia inúmeras apresentações vocais e mostrava clipes, a atriz fez aulas de canto e lançou dois discos solo, além dos CDs da novela, soltou a voz também nos palcos em musicais como Frisson.
Em 2005, Flávia atuou na novela Os ricos também choram, no mês de maio do mesmo ano foi capa da revista masculina Playboy, segundo ela, realizou o ensaio sensual para se desvincular da figura meiga e comportada que a novela infantil deixou. Em 2006, Flávia participou do filme Gatão de Meia-Idade, onde assina também a assistência de direção da adaptação cinematográfica do personagem criada pelo cartunista Miguel Paiva. Na televisão, fez participação nos últimos capítulos da novela Bang-Bang e viveu a vilã Maria Lúcia Campobello de Queiroz na novela Vidas Opostas, na Rede Record.
Em 2009, se formou no curso de Cinema, na Universidade Gama Filho e fez turnê com a peça As Favas com os Escrúpulos, atualmente dirige em parceria com o cineasta Diogo Fontes o documentário da Ana Botafogo, contratada da Record de 2006 a 2018, atuou em várias novelas e séries. Série religiosa Milagres de Jesus, a série política Partido Alto, de Marcílio de Moraes. E as séries premiadas Conselho Tutelar, de Rudi Lagemman, e série de ação e suspense Sem Volta de Edgar Miranda.
Atuou como a durona investigadora Marta na novela Ribeirão do Tempo de Marcilio Moraes, como a engenheira naval e atiradora de elite Eneida em Máscaras (telenovela), de Lauro César Muniz, ambos dirigidos por Edgard Miranda. Em A Terra Prometida atuou como a perversa sacerdotisa do Reino de Ai, a Ravena. Seu último trabalho foi em Apocalipse (telenovela), como uma mulher sofrida e de muita fé a Sabrina. Uma novela de Vivian de Oliveira com direção de Edson Spinello.
Em dezembro de 2024 ela participou do programa geração Chiquititas. Nessa programa, apresentado por Tiago Abravanel, ela e grande parte do elenco  da novela de 1997 puderam relembrar o sucesso e alguns momentos especiais na produção desse marco da tramaturgia brasileira.

## Vida pessoal
É filha de Edson Monteiro, engenheiro químico e Maria Regina Soares Monteiro, dona-de-casa. Tem uma irmã mais velha, que se chama Andréia. Após um namoro de quatro anos, com o ator Leonardo Franco, que se encerrou em 1997, teve um romance com o argentino Martin Diego Spernanzoni, produtor do canal Telefe, que durou até 2001, posteriormente se envolveu com o ator Gabriel Braga Nunes, num relacionamento que terminou em 2005. Desde 2010 é casada com o empresário Avner Saragossy.
Flávia é apaixonada por carros, gosta até mesmo de lavar seu automóvel com água e sabão, com direito a muita espuma, tarefa que a faz recordar de sua infância, adora também pegar uma estrada, ver a paisagem passar, onde aproveita para pensar na vida. A atriz tem 1,60 m de altura, 46 kg de peso, 86 cm de busto, 62 de cintura e 86 de quadril. Após terminar o ensino médio, chegou a iniciar um curso de psicologia, que abandonou depois de dois anos. É torcedora do Flamengo.
No dia  2 de julho de 2015 nasceu a sua filha biológica Sophia com 3,535 kg e 50 centímetros, na maternidade Perinatal, em Laranjeiras, na Zona Sul do Rio.
No dia 24 de novembro de 2021, a revista Quem publicou que Flavia e sua filha, Sofia, receberam a nacionalidade portuguesa.

## Filmografia

### Televisão
| Ano     | Título                 | Personagem                      | Notas                                      | Emissora                     |
| ------- | ---------------------- | ------------------------------- | ------------------------------------------ | ---------------------------- |
| 1988    | Vale Tudo              | Fernanda                        |                                            | TV Globo                     |
| 1989    | C&A Shopshow           | Apresentadora                   | Rede Manchete                              |                              |
| 1990    | Pantanal               | Nalvinha                        | Rede Manchete                              |                              |
| 1991    | Salomé                 | Carolina                        | TV Globo                                   |                              |
| 1992    | Você Decide            | Eva                             | TV Globo                                   | Episódio: "Carrasco Nazista" |
| 1993    | Você Decide            | Mariana                         | TV Globo                                   | Episódio: "Relação Delicada" |
| 1993    | A Justiça dos Homens   | Regina                          | Episódio: "O Filho Mais Querido"           | SBT                          |
| 1994    | Éramos Seis            | Lili                            |                                            | SBT                          |
| 1995    | Sangue do Meu Sangue   | Cíntia Rezende                  |                                            | SBT                          |
| 1996    | Brava Gente            | Tatiana Messinari (Tati)        |                                            | SBT                          |
| 1997–01 | Chiquititas            | Carolina Correia (Carol)        |                                            | SBT                          |
| 2003    | Kubanacan              | Alma                            | Episódios: "2–27 de dezembro"              | TV Globo                     |
| 2005    | Os Ricos também Choram | Olga Guedes                     |                                            | SBT                          |
| 2006    | Bang Bang              | Samanta                         | Episódio: "14–17 de abril"                 | TV Globo                     |
| 2006    | Vidas Opostas          | Maria Lúcia Campobello          |                                            | Record                       |
| 2008    | Os Mutantes            | Viviane Menezes Figueira (Vivi) |                                            | Record                       |
| 2009    | A Lei e o Crime        | Rebeca                          |                                            | Record                       |
| 2010    | Ribeirão do Tempo      | Marta Naidin                    |                                            | Record                       |
| 2012    | Máscaras               | Eneida Bastos                   |                                            | Record                       |
| 2014    | Milagres de Jesus      | Nênia                           | Episódio: "A Cura do Servo do Centurião"   | Record                       |
| 2014    | Vitória                | Rúbia Rodriguez                 | Episódios: "2 de junho–14 de julho"        | Record                       |
| 2014    | Plano Alto             | Soraia Ribas                    |                                            | Record                       |
| 2016    | A Terra Prometida      | Ravena Vasco                    |                                            | Record                       |
| 2017    | Sem Volta              | Inês Proênça                    |                                            | Record                       |
| 2017    | Apocalipse             | Sabrina Santero                 | Episódios: "11 de dezembro–6 de fevereiro" | Record                       |
| 2021    | Gênesis                | Aya                             | Fase: Ur dos Caldeus                       | Record                       |
| 2024    | Geração Chiquititas    | Ela mesma                       |                                            | SBT                          |

### Cinema
| Ano  | Título                          | Personagem        | Notas          |
| ---- | ------------------------------- | ----------------- | -------------- |
| 1987 | A Menina do Lado                | Alice             |                |
| 1988 | Sonhos de Menina Moça           | Alice             |                |
| 1990 | O Gato de Botas Extraterrestre  | Belina            |                |
| 1991 | Manobra Radical                 | Leila             |                |
| 1996 | Atraídos                        | Laura             | Curta-metragem |
| 2007 | Tatiana                         | Tatiana           | Curta-metragem |
| 2007 | Vazio                           | Direção           | Curta-metragem |
| 2006 | Gatão de Meia Idade             | Maria Eduarda     |                |
| 2016 | Milagres de Jesus: O Filme      | Nênia             |                |
| 2024 | Príncipe Lu e a Lenda do Dragão | Rainha de Lucebra |                |

## Teatro
- 1988 - Desenhos Animados.... Tatiana (musical infantil)
- 1989 - Tistu, o Menino do Dedo Verde
- 1991 - Os Sete Gatinhos (de Nelson Rodrigues)
- 1993 - O Mercador de Veneza (de Shakespeare, com direção de Cláudio Torres Gonzaga)
- 1993 - O Fiel Camareiro (de Ronald Harwood)
- 1993 - Gnomos, Mais que uma lenda (no CCBB - Centro Cultural Banco do Brasil)
- 1996 - Roberto Zucco (de Koltés, com direção de Moacyr Chaves)
- 1998 - Chiquitour - 98 (Show das Chiquititas)
- 1999 - Chiquitour - 99 (Show das Chiquititas)
- 2001 - Frisson.... Judy (ao lado de Françoise Forton e Cláudio Lins, um musical de Marcelo Saback)
- 2004 - A Presença de Guedes.... Joana (de Miguel Paiva, ao lado de Ângela Vieira, com direção de Irene Ravache)
- 2009 - As Favas com os Escrúpulos.... Brenda (com Bibi Ferreira, texto de Juca de Oliveira e direçao de Jô Soares)
- 2012 - Mulheres Alteradas.... Norma
- 2014 - Mãe de Dois.... Maria[29][30]
- 2016/2017 - Cem Dicas para Arranjar Namorado - Flávia
- 2018 - Bonifácio Bilhões - Alzira
- 2023/2024 - A Vedete do Brasil -  direção de Claudia Netto

## Discografia
Álbuns de estúdio
| Álbum                                 | Detalhes                                                                              |
| ------------------------------------- | ------------------------------------------------------------------------------------- |
| A Menina e o Vento                    | - Lançamento: 21 de agosto de 1999 - Formatos: CD, cassete - Gravadora: Abril Music   |
| Natal Com Flávia Monteiro e Sua Turma | - Lançamento: 10 de dezembro de 2000 - Formatos: CD, cassete - Gravadora: Abril Music |

Trilha-Sonora
| Álbum                | Detalhes                                                   |
| -------------------- | ---------------------------------------------------------- |
| Chiquititas Vol.2    | - Lançamento: 1998 - Formatos: CD - Gravadora: EMI         |
| Chiquititas em Festa | - Lançamento: 1998 - Formatos: CD - Gravadora: EMI         |
| Chiquititas Vol.3    | - Lançamento: 1999 - Formatos: CD - Gravadora: Sony Music  |
| Chiquititas Vol.4    | - Lançamento: 1999 - Formatos: CD - Gravadora: Abril Music |
| Chiquititas Vol.5    | - Lançamento: 2000 - Formatos: CD - Gravadora: Abril Music |